# Gonyosoma coeruleum
Gonyosoma coeruleum — вид змій з родини полозових (Colubridae). Описаний у 2021 році.

## Поширення
Ендемік Китаю. Виявлений у Сішуанбаньна-Дайській автономній префектурі в провінції Юньнань на півдні країни.

## Опис
Змія середнього розміру тіла (SVL 656—833 мм у дорослих). Тіло струнке, голова витягнута і відрізняється від шиї. Великі очі з круглою зіницею. Хвіст довгий (23–28 % від загальної довжини) і стрункий. Спинна луска в 19-19-15 рядах, 7-11 рядів середньо-спинної луски килеподібна. Спинна поверхня яскраво-зелена з бурувато-жовтим кінчиком хвоста, райдужна оболонка блакитна, внутрішня частина рота сірувато-біла. Язик коричнево-жовтий з чорними кінчиками.